# Spiegel Ármin
Spiegel Ármin (Korneuburg, 1883. január 28. – Mauthauseni koncentrációs tábor, 1945. március 27.) főrabbi, hitoktató.

## Élete
Spiegel Lipót és Stern Magdolna fia. Tanulmányait 1898 és 1909 között az Országos Rabbiképzőben és a Budapesti Tudományegyetem Bölcsészettudományi Karán végezte. 1910-ben avatták rabbivá és bölcsészdoktori címet is szerzett. 1910-ben szarvasi, 1911-től 1944-ig az esztergomi izraelita hitközség főrabbija volt. Az esztergomi városi reáliskolában és a Szent Benedek-rendi katolikus gimnáziumban hitoktató volt. 1944 júniusában Auschwitzba deportálták, ahonnan később Mauthausenbe vitték.
Tagja volt az Izraelita Magyar Irodalmi Társulatnak és a Magyar zsidó lexikon szerkesztőségének.

## Családja
Felesége Wechsler Gizella (1888–?) volt, akit 1910. június 8-án Budapesten, az Erzsébetvárosban vett nőül.
Gyermeke Spiegel Lívia, férjezett Blumenthal Miklósné. Unokája Blumenthal Ágnes (1936–?).

## Fő műve
- József ibn Kaszpi Gerór Hakeszef című logikájának előszava és bevezetése (Budapest, 1924)